# Krieger (cráter)
Krieger es un cráter de impacto lunar situado en la parte oriental del Oceanus Procellarum. Se encuentra al norte-noroeste del cráter  inundado de lava Prinz, y al norte-noreste del prominente cráter Aristarco. Al noroeste se halla el pequeño cráter Wollaston.
|  |

En el pasado el suelo de Krieger fue inundado por lava basáltica, dejando solo una cresta baja circular de aspecto algo poligonal, formada por los restos de su brocal. El borde sur es interrumpido por el pequeño cráter Van Biesbroeck, con otro pequeño hueco en el borde occidental, desde donde se aleja una grieta con numerosos meandros hacia el noroeste.

## Cráteres cercanos
Dos pequeños cráteres próximos al borde oriental se han designado Rocco y Ruth. Rocco fue designada previamente como Krieger D antes de ser renombrado por la UAI.
| Cráter | Coordenadas                   | Diámetro | Origen del nombre            |
| ------ | ----------------------------- | -------- | ---------------------------- |
| Rocco  | 28°54′N 45°00′O / 28.9, -45.0 | 5 km     | Nombre masculino en italiano |
| Ruth   | 28°42′N 45°06′O / 28.7, -45.1 | 3 km     | Nombre femenino en hebreo    |

La superficie cercana al sudoeste contiene una serie de grietas pertenecientes a los sistemas rille Rimae Aristarco y Rimae Prinz. Más hacia el este-sureste son las montañas Montes Harbinger.

## Cráteres satélite
Por convención estos elementos son identificados en los mapas lunares poniendo la letra en el lado del punto medio del cráter que está más cerca de Krieger.
|         | \| Krieger \| Coordenadas \| Diámetro \| \| ------- \| ----------------------------- \| -------- \| \| C \| 27°42′N 44°36′O / 27.7, -44.6 \| 4 km \| |          |
| Krieger | Coordenadas | Diámetro |
| C       | 27°42′N 44°36′O / 27.7, -44.6 | 4 km     |

Los siguientes cráteres fueron renombrados por la UAI:
- Krieger B: véase cráter Van Biesbroeck.
- Krieger D: véase cráter Rocco.